# Turcomenistão nos Jogos Olímpicos de Verão de 2024
Turcomenistão participou dos Jogos Olímpicos de Verão de 2024, realizados em Paris, na França. Foi a oitava aparição consecutiva do país nos Jogos Olímpicos de Verão desde a estreia em Atlanta 1996.
Foi representado por seis atletas que competiram em quatro esportes, mas nenhum conquistou medalhas.

## Competidores
Esta foi a participação por modalidade nesta edição:
| Esporte        | Masculino | Feminino | Total |
| -------------- | --------- | -------- | ----- |
| Atletismo      | 0         | 1        | 1     |
| Halterofilismo | 1         | 0        | 1     |
| Judô           | 1         | 1        | 2     |
| Natação        | 1         | 1        | 2     |
| Total          | 3         | 3        | 6     |

## Desempenho

### Atletismo
- Q = Qualificado para a próxima fase
- q = Qualificado para a próxima fase como o perdedor mais rápido ou, em eventos de campo, pela posição sem atingir o alvo para qualificação
- N/A = Fase não aplicável para o evento
- Bye = Atleta não precisou disputar aquela fase

Feminino
Eventos de pista
| Atleta             | Evento | Preliminar | Preliminar | Baterias | Baterias | Semifinal   | Semifinal   | Final       | Final       | Ref.  |
| Atleta             | Evento | Tempo      | Pos.       | Tempo    | Pos.     | Tempo       | Pos.        | Tempo       | Pos.        | Ref.  |
| ------------------ | ------ | ---------- | ---------- | -------- | -------- | ----------- | ----------- | ----------- | ----------- | ----- |
| Valentina Meredova | 100 m  | 12.01      | 4 q        | 11.95    | 9        | Não avançou | Não avançou | Não avançou | Não avançou | [ 5 ] |

### Halterofilismo
Masculino
| Atleta               | Evento     | Arranco | Arranco | Arremesso | Arremesso | Total | Pos. | Ref.  |
| Atleta               | Evento     | Result. | Pos.    | Result.   | Pos.      | Total | Pos. | Ref.  |
| -------------------- | ---------- | ------- | ------- | --------- | --------- | ----- | ---- | ----- |
| Davranbek Hasanbayev | Até 102 kg | 180     | 6       | 190       | 10        | 370   | 10   | [ 6 ] |

### Judô
Masculino
| Atleta         | Evento    | Primeira fase        | Oitavas              | Quartas              | Semifinais           | Repescagem           | Final / DB           | Final / DB | Ref.  |
| Atleta         | Evento    | Adversário Resultado | Adversário Resultado | Adversário Resultado | Adversário Resultado | Adversário Resultado | Adversário Resultado | Pos.       | Ref.  |
| -------------- | --------- | -------------------- | -------------------- | -------------------- | -------------------- | -------------------- | -------------------- | ---------- | ----- |
| Serdar Rahimov | Até 66 kg | ANG E Pedro V 10–01  | BRA W Lima D 00–10   | Não avançou          | Não avançou          | Não avançou          | Não avançou          | =9         | [ 7 ] |

Feminino
| Atleta          | Evento    | Primeira fase        | Oitavas              | Quartas              | Semifinais           | Repescagem           | Final / DB           | Final / DB | Ref.  |
| Atleta          | Evento    | Adversário Resultado | Adversário Resultado | Adversário Resultado | Adversário Resultado | Adversário Resultado | Adversário Resultado | Pos.       | Ref.  |
| --------------- | --------- | -------------------- | -------------------- | -------------------- | -------------------- | -------------------- | -------------------- | ---------- | ----- |
| Maysa Pardayeva | Até 57 kg | CHN Cai Q V 10–00    | BRA R Silva D 00–10  | Não avançou          | Não avançou          | Não avançou          | Não avançou          | =9         | [ 8 ] |

### Natação
Masculino
| Atleta        | Evento      | Eliminatórias | Eliminatórias | Semifinal   | Semifinal   | Final       | Final       | Ref.  |
| Atleta        | Evento      | Tempo         | Pos.          | Tempo       | Pos.        | Tempo       | Pos.        | Ref.  |
| ------------- | ----------- | ------------- | ------------- | ----------- | ----------- | ----------- | ----------- | ----- |
| Musa Zhalayev | 100 m livre | 52.29         | 61            | Não avançou | Não avançou | Não avançou | Não avançou | [ 9 ] |

Feminino
| Atleta         | Evento       | Eliminatórias | Eliminatórias | Semifinal   | Semifinal   | Final       | Final       | Ref.   |
| Atleta         | Evento       | Tempo         | Pos.          | Tempo       | Pos.        | Tempo       | Pos.        | Ref.   |
| -------------- | ------------ | ------------- | ------------- | ----------- | ----------- | ----------- | ----------- | ------ |
| Aynura Primova | 100 m costas | 1:10.17       | 35            | Não avançou | Não avançou | Não avançou | Não avançou | [ 10 ] |